# شیکاگو بلوز
شیکاگو بلوز (انگلیسی: Chicago blues) موسیقی بلوز بومیِ شیکاگوست. این سبک نوعی بلوز شهری (urban blues) با حال‌وهوای صنعتی است که در پی مهاجرت بزرگ ساکنانِ عمدتاً سیاه‌پوست از جنوب آمریکا به شهرهای صنعتی شمال (از جمله شیکاگو) همراه با تکامل بلوز کلاسیک شکل گرفت. شیکاگو بلوز مبتنی بر گیتار الکتریک و سازدهنی است که صدای سازدهنی معمولاً با سیستم صوتی عمومی یا آمپلی‌فایر گیتار تقویت می‌شود.
از بزرگان این سبک می‌توان بادی گای، مادی واترز، هاولین ولف، لیتل والتر، ویلی دیکسن و جونیور ولز را نام برد. سبک شیکاگو بلوز موسیقی‌دانان جوان بریتانیایی را در دهه ۱۹۶۰ تحت‌تأثیر قرار داد و جریان بلوز بریتانیایی را رقم زد.